# Chasse aux fantômes
Pour l'activité consistant à visiter des lieux réputés hantés, voir chasse au fantôme.
Chasse aux fantômes est la cent-troisième histoire de la série Lucky Luke par Morris et Lo Hartog van Banda. Elle est publiée pour la première fois en album en 1992 n° 30.

## Résumé
Lucky Luke, accompagné de Calamity Jane, tente de résoudre une énigme : une ville vit dans la terreur, les diligences étant attaquées par le fantôme de Calamity Jane. Doom, une ville abandonnée, semble être au centre du mystère.

## Source
- www.bedetheque.com, « Lucky Luke » (consulté le 16 août 2008)
- www.lucky-luke.com, « Lucky Luke » (consulté le 16 août 2008)